# ولادیمیر فیتین
ولادیمیر الکساندروویچ فیتین (روسی: Владимир Александрович Фетин؛ ۱۴ اکتبر ۱۹۲۵ – ۲۰ اوت ۱۹۸۱) کارگردان فیلم اهل اتحاد جماهیر شوروی سوسیالیستی بود.
از فیلم‌هایی که وی در آن‌ها نقش داشته است، می‌توان به داستان دُن اشاره نمود.